# Permosialis belmontensis
Permosialis belmontensis là một loài côn trùng trong họ Incertae Sedis (Neoptera) thuộc bộ Incertae Sedis (Neoptera). Loài này được Riek miêu tả năm 1968.